# Depot von Obora
Das Depot von Obora (auch Hortfund von Obora) ist ein Depotfund der frühbronzezeitlichen Aunjetitzer Kultur aus Obora, einem Ortsteil von Chomutice im Královéhradecký kraj, Tschechien. Es datiert in die Zeit zwischen 2000 und 1800 v. Chr. Von den noch erhaltenen Gegenständen des Depots befindet sich der Großteil heute im Museum von Nový Bydžov, weitere Fundstücke befinden sich im Museum von Lázně Bělohrad und im Nordböhmischen Gewerbemuseum in Liberec.

## Fundgeschichte
Das Depot wurde im Herbst 1904 östlich des Schlosses von Obora beim Pflügen entdeckt. Die genaue Fundstelle ist nicht überliefert. Nach der Entdeckung erfolgte eine archäologische Nachuntersuchung der Fundstelle durch Jos. Koudelka. Das Depot lag in 40 cm Tiefe in lehmiger Erde. In der Nähe der Fundstelle war die Erde rot und weiß. Tilmann Vachta vermutet, dass diese auffällige Verfärbung durch Hitzeeinwirkung zu erklären ist; eventuell handelt es sich um einen Brandopferplatz.

## Zusammensetzung
Das Depot war in einem schüsselartigen, bauchigen Keramikgefäß niedergelegt worden, das bei der Auffindung zerbrochen wurde. Dieses enthielt zahlreiche Bronzegegenstände: neun Randleistenbeile, drei Armmanschetten, mindestens acht Armspiralen sowie eine Kette mit einer Rosette und einer Kugelkopfnadel. Hinzu kamen wohl 21 Stabarmringe, die vorwiegend aus Weißmetall bestehen. Von den Manschetten sind zwei neuzeitlich zerbrochen. Die Armspiralen sind alle zerbrochen, insgesamt liegen 23 Fragmente vor. Die Kette bestand ursprünglich aus 281 ringförmigen Gliedern. Die Rosette bestand aus einer zentralen gewölbten Scheibe, an deren Rand in unregelmäßigen Abständen vier Ringe auf kurzen Stäben befestigt waren. An zwei Ringen waren zwei Kettenteile zu je 64 Gliedern angebracht. An den beiden anderen Ringen hing der restliche Kettenteil mit 153 Gliedern. An diesem hing die Nadel. Diese  hatte eine Länge von 105 m. Das Gesamtgewicht der Kettenglieder betrug 744 g.
In Nový Bydžov befinden sich heute drei Beile, zwei zerbrochene Armmanschetten, die Bruchstücke der Armspiralen, zwei Kettenteile mit 25 bzw. 29 Gliedern sowie neun Armringe. In Lázně Bělohrad befindet sich ein Armring, in Liberec befinden sich vier Armringe. Die Scherben des Keramikgefäßes waren nicht aufgehoben worden. Sechs Armringe, eine Manschette, die restlichen Kettenglieder, die Rosette, die Nadel und sieben Armringe sind verschollen.